# 키오자

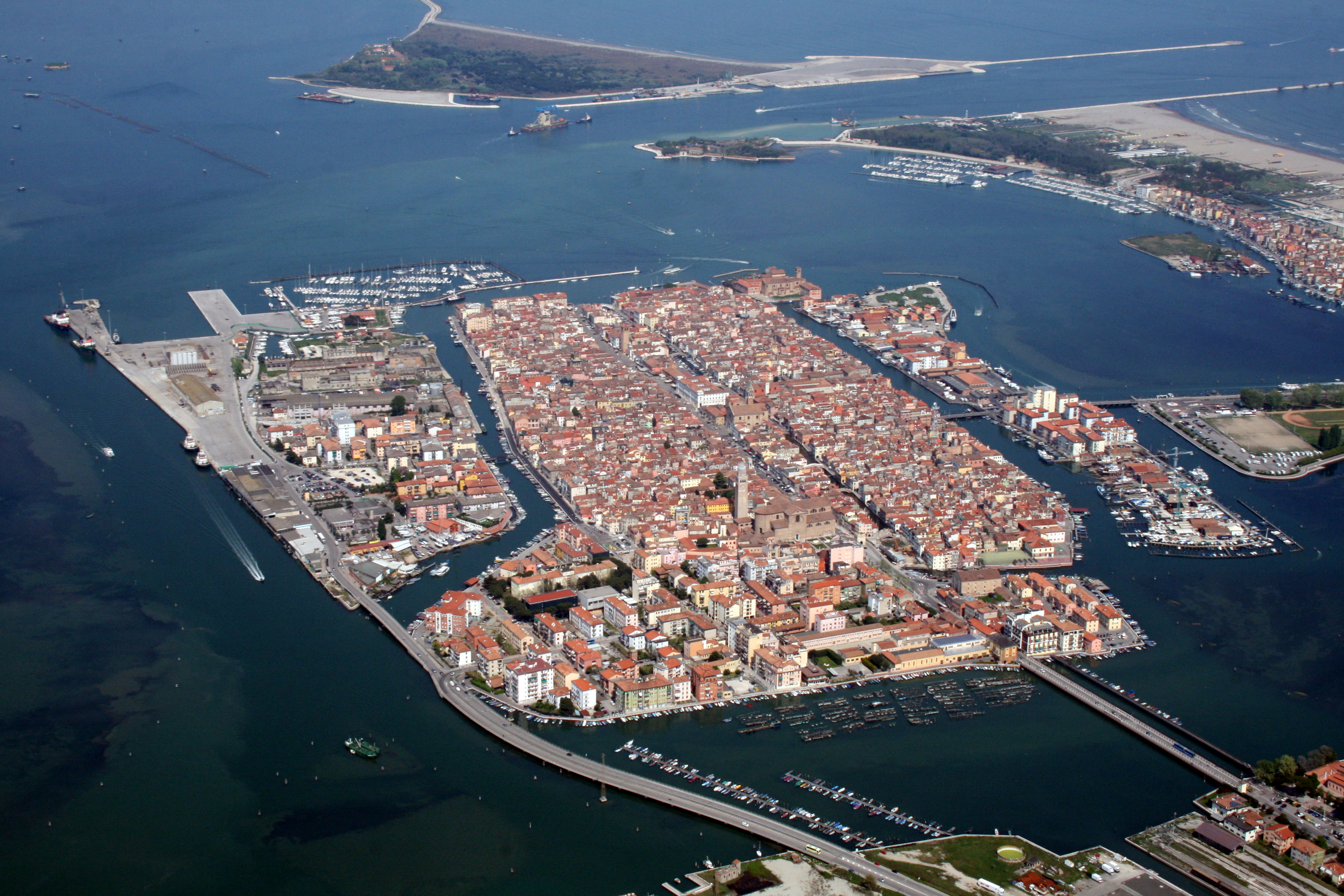
키오자

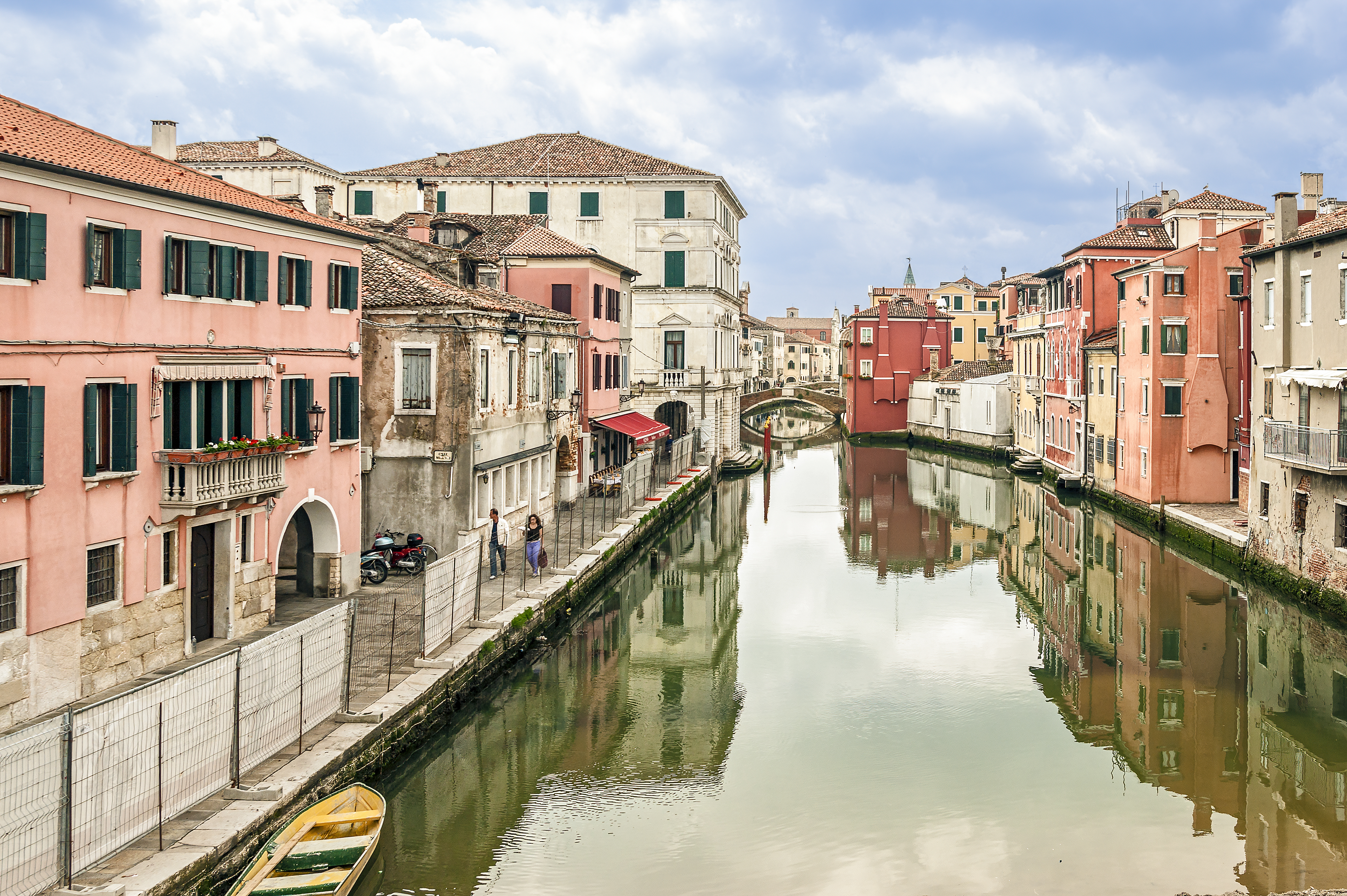
Canal Vena

키오자(이탈리아어: Chioggia)는 이탈리아 베네토주 베네치아현의 도시이다.